# Ilmatar
Ilmatar – Bogini w mitologii fińskiej. W Kalevali, fińskiej epopei narodowej, Ilmatar była dziewiczym duchem i Boginią powietrza była nazywana także córką powietrza i matką siedmiu synów (siedmiu sił przyrody).

## Pochodzenie
Imię Ilmatar pochodzi od fińskiego słowa ilma oznaczającego „powietrze” (ang. air) i żeńskiego przyrostka -tar, odpowiadającego angielskiemu „-ress”. Zatem jej imię oznacza tyle co „Airress”, czyli „powietrzna pani” bądź „żeński duch powietrza. W Kalevali czasami nazywano ją też Luonnotar, co oznacza „kobiecy duch natury” (fiński luonto, „natura”).
Została ona zapłodniona przez morze i wiatr i w ten sposób została matką Väinämöinena.

## LuonnotarSibeliusa
Jean Sibelius skomponował poemat symfoniczny Luonnotar na sopran i orkiestrę w 1913 roku. W tej pracy mityczne pochodzenie ziemi i nieba, opowiedziane w wyrazistych wersetach z Kalevali, staje się intensywną sybelowską metaforą nieubłaganej siły – nawet terroru całego stworzenia – w tym artysty. Jedno z najbardziej fascynujących dzieł kompozytora, orbituje naprzemiennie między dwoma pomysłami muzycznymi. Jak dowiedzieliśmy się na początku, są to migoczące poruszenia stale rosnących możliwości i wsparte dysonansowymi, statycznymi uderzeniami harfy, zaklęte udręczone okrzyki samego „ducha natury” (Luonnotar), noszącego w sobie dziecię.

## Zasady pisowni
W języku polskim fińskie imię żeńskie Ilmatar jest nieodmienne.

## Nawiązania
- Ilmatar to album fińskiego zespołu Värttinä, wydany w 2000 roku. Jego temat został zainspirowany historią pochodzenia Bogini w Kalevali oraz fińską tradycją ludową i magią.
- Asteroida 385 Ilmatar Pasa Głównego nosi imię tej Bogini.
- W książce The Quantum Thief członkowie humanoidalnej rasy żyjącej w chmurze Oorta czasami modlą się do Kuutar i Ilmatar.
- Pierwsza księga trylogii Tales Eldelórne autorstwa Karleigh Bon przedstawia Ilmatar jako „łono ich bogów, w którym odradzają się nieśmiertelne elfy”. 2014-2019
- Jedna z bohaterek anime Strike Witches, fińska lotniczka Eila Ilmatar Juutilainen, dzieli swe drugie imię z imieniem Bogini.
- Na cześć Bogini nazwano dwa fińskie napędzane parą liniowce pasażerskie: SS Ilmatar z 1929 r. i MS Ilmatar z 1964 roku.